# Список птахів Китайської Республіки
Це перелік видів птахів, зафіксованих на території Китайської Республіки (Тайваню). Авіфауна Тайваню налічує загалом 691 вид, з яких 30 є ендемічними, 16 видів були інтродуковані людьми. 43 види перебувають під загрозою глобального вимирання.

## Позначки
Наступні теги використані для виділення деяких категорій птахів.
- (А) Випадковий — вид, який рідко або випадково трапляється на Тайвані
- (Е) Ендемічий — вид, який є ендеміком Тайваню
- (I) Інтродукований — вид, завезений до Тайваню як наслідок, прямих чи непрямих людських дій

## Гусеподібні(Anseriformes)
Родина: Качкові (Anatidae)
- Свистач індійський, Dendrocygna javanica (A)
- Гуска гірська, Anser indicus (A)
- Гуска сіра, Anser anser
- Гуска китайська, Anser cygnoides
- Гуска білолоба, Anser albifrons
- Гуска мала, Anser erythropus
- Гуменник великий, Anser fabalis
- Anser serrirostris
- Казарка чорна, Branta bernicla
- Казарка мала, Branta hutchinsii (A)
- Лебідь-шипун, Cygnus olor (A)
- Лебідь чорнодзьобий, Cygnus columbianus
- Лебідь-кликун, Cygnus cygnus (A)
- Огар рудий, Tadorna ferruginea (A)
- Галагаз звичайний, Tadorna tadorna
- Чирянка-крихітка індійська, Nettapus coromandelianus (A)
- Мандаринка, Aix galericulata
- Чирянка-квоктун, Sibirionetta formosa (A)
- Чирянка велика, Spatula querquedula
- Широконіска північна, Spatula clypeata
- Нерозень, Mareca strepera
- Качка далекосхідна, Mareca falcata
- Свищ євразійський, Mareca penelope
- Свищ американський, Mareca americana
- Крижень філіппінський, Anas luzonica (A)
- Крижень китайський, Anas zonorhyncha
- Крижень звичайний, Anas platyrhynchos
- Шилохвіст північний, Anas acuta
- Чирянка мала, Anas crecca
- Чернь червонодзьоба, Netta rufina (A)
- Попелюх довгодзьобий, Aythya valisineria
- Попелюх звичайний, Aythya ferina (A)
- Чернь канадська, Aythya collaris (A)
- Чернь білоока, Aythya nyroca (A)
- Чернь зеленоголова, Aythya baeri
- Чернь чубата, Aythya fuligula
- Чернь морська, Aythya marila
- Чернь американська, Aythya affinis (A)
- Морянка, Clangula hyemalis (A)
- Гоголь зеленоголовий, Bucephala clangula (A)
- Крех малий, Mergellus albellus
- Крех великий, Mergus merganser (A)
- Крех середній, Mergus serrator
- Крех китайський, Mergus squamatus (A)

## Куроподібні(Galliformes)
Родина: Фазанові (Phasianidae)
- Куріпка тайванська, Arborophila crudigularis (E)
- Перепілка китайська, Synoicus chinensis
- Coturnix japonica
- Куріпка острівна, Bambusicola sonorivox (E)
- Мікадо тайванський, Syrmaticus mikado (E)
- Фазан звичайний, Phasianus colchicus
- Лофур тайванський, Lophura swinhoii (E)

## Фламінгоподібні(Phoenicopteriformes)
Родина: Фламінгові (Phoenicopteridae)
- Фламінго рожевий, Phoenicopterus roseus (I)

## Пірникозоподібні(Podicipediformes)
Родина: Пірникозові (Podicipedidae)
- Пірникоза мала, Tachybaptus ruficollis
- Пірникоза червоношия, Podiceps auritus
- Пірникоза сірощока, Podiceps grisegena (A)
- Пірникоза велика, Podiceps cristatus
- Пірникоза чорношия, Podiceps nigricollis

## Голубоподібні(Columbiformes)
Родина: Голубові (Columbidae)
- Голуб сизий, Columba livia (I)
- Голуб непальський, Columba pulchricollis
- Columba janthina
- Горлиця велика, Streptopelia orientalis
- Горлиця садова, Streptopelia decaocto (I)
- Streptopelia tranquebarica
- Горлиця китайська, Spilopelia chinensis
- Горлиця смугастохвоста, Macropygia unchall (A)
- Горлиця філіпінська, Macropygia tenuirostris
- Chalcophaps indica
- Вінаго зеленолобий, Treron bicinctus (A)
- Вінаго індокитайський, Treron curvirostra (A)
- Вінаго японський, Treron sieboldii
- Вінаго тайванський, Treron formosae
- Тілопо чорногорлий, Ptilinopus leclancheri (A)

## Зозулеподібні(Cuculiformes)
Родина: Зозулеві (Cuculidae)
- Коукал рудокрилий, Centropus sinensis
- Коукал малий, Centropus bengalensis
- Зозуля каштановокрила, Clamator coromandus (A)
- Зозуля строката, Clamator jacobinus (A)
- Eudynamys scolopacea (A)
- Дідрик рудохвостий, Chrysococcyx basalis (A)
- Кукавка сіровола, Cacomantis merulinus (A)
- Зозуля-дронго азійська, Surniculus lugubris
- Зозуля велика, Hierococcyx sparverioides
- Зозуля рудовола, Hierococcyx hyperythrus (A)
- Зозуля індокитайська, Hierococcyx nisicolor (A)
- Зозуля мала, Cuculus poliocephalus
- Зозуля короткокрила, Cuculus micropterus
- Зозуля глуха, Cuculus saturatus
- Зозуля звичайна, Cuculus canorus (A)
- Зозуля сибірська, Cuculus optatus

## Дрімлюгоподібні(Caprimulgiformes)
Родина: Дрімлюгові (Caprimulgidae)
- Дрімлюга маньчжурський, Caprimulgus jotaka
- Дрімлюга савановий, Caprimulgus affinis

## Серпокрильцеподібні(Apodiformes)
Родина: Серпокрильцеві (Apodidae)
- Колючохвіст білогорлий, Hirundapus caudacutus
- Колючохвіст бурогорлий, Hirundapus cochinchinensis
- Колючохвіст пурпуровий, Hirundapus celebensis (A)
- Салангана калімантанська, Aerodramus germani (A)
- Серпокрилець сибірський, Apus pacificus
- Серпокрилець непальський, Apus nipalensis

## Журавлеподібні(Gruiformes)
Родина: Пастушкові (Rallidae)
- Пастушок водяний, Rallus aquaticus (A)
- Пастушок східний, Rallus indicus
- Пастушок рудоголовий, Lewinia striata
- Погонич звичайний, Porzana porzana (A)
- Курочка водяна, Gallinula chloropus
- Лиска звичайна, Fulica atra
- Султанка австралійська, Porphyrio melanotus (A)
- Султанка сіроголова, Porphyrio poliocephalus (A)
- Курочка рогата, Gallicrex cinerea
- Багновик білогрудий, Amaurornis phoenicurus
- Погонич білобровий, Poliolimnas cinereus (A)
- Погонич червононогий, Rallina fasciata (A)
- Погонич сіроногий, Rallina eurizonoides
- Погонич індійський, Zapornia fusca
- Погонич далекосхідний, Zapornia paykullii (A)
- Багновик бурий, Zapornia akool
- Погонич-крихітка, Zapornia pusilla (A)

Родина: Журавлеві (Gruidae)
- Журавель степовий, Anthropoides virgo (A)
- Журавель білий, Leucogeranus leucogeranus
- Журавель канадський, Antigone canadensis (A)
- Журавель даурський, Antigone vipio (A)
- Журавель сірий, Grus grus
- Журавель чорний, Grus monacha
- Журавель японський, Grus japonensis (A)

## Сивкоподібні(Charadriiformes)
Родина: Чоботарові (Recurvirostridae)
- Кулик-довгоніг чорнокрилий, Himantopus himantopus
- Чоботар синьоногий, Recurvirostra avosetta (A)

Родина: Куликосорокові (Haematopodidae)
- Кулик-сорока євразійський, Haematopus ostralegus

Родина: Сивкові (Charadriidae)
- Сивка морська, Pluvialis squatarola
- Сивка бурокрила, Pluvialis fulva
- Чайка чубата, Vanellus vanellus
- Чайка сіра, Vanellus cinereus (A)
- Пісочник монгольський, Charadrius mongolus
- Пісочник товстодзьобий, Charadrius leschenaultii
- Пісочник морський, Charadrius alexandrinus
- Charadrius dealbatus
- Пісочник великий, Charadrius hiaticula
- Пісочник усурійський, Charadrius placidus
- Пісочник малий, Charadrius dubius
- Пісочник довгоногий, Charadrius veredus

Родина: Мальованцеві (Rostratulidae)
- Мальованець афро-азійський, Rostratula benghalensis

Родина: Яканові (Jacanidae)
- Якана довгохвоста, Hydrophasianus chirurgus

Родина: Баранцеві (Scolopacidae)
- Кульон середній, Numenius phaeopus
- Кульон-крихітка, Numenius minutus
- Кульон східний, Numenius madagascariensis
- Кульон великий, Numenius arquata
- Грицик малий, Limosa lapponica
- Грицик великий, Limosa limosa
- Крем'яшник звичайний, Arenaria interpres
- Побережник великий, Calidris tenuirostris
- Побережник ісландський, Calidris canutus
- Брижач, Calidris pugnax
- Побережник болотяний, Calidris falcinellus
- Побережник гострохвостий, Calidris acuminata
- Побережник довгоногий, Calidris himantopus (A)
- Побережник червоногрудий, Calidris ferruginea
- Побережник білохвостий, Calidris temminckii
- Побережник довгопалий, Calidris subminuta
- Лопатень, Calidris pygmeus
- Побережник рудоголовий, Calidris ruficollis
- Побережник білий, Calidris alba
- Побережник чорногрудий, Calidris alpina
- Побережник малий, Calidris minuta
- Жовтоволик, Calidris subruficollis (A)
- Побережник арктичний, Calidris melanotos (A)
- Побережник аляскинський, Calidris mauri (A)
- Неголь азійський, Limnodromus semipalmatus
- Неголь довгодзьобий, Limnodromus scolopaceus
- Баранець малий, Lymnocryptes minimus (A)
- Слуква лісова, Scolopax rusticola
- Баранець-самітник, Gallinago solitaria (A)
- Баранець японський, Gallinago hardwickii  (A)
- Баранець звичайний, Gallinago gallinago
- Баранець азійський, Gallinago stenura
- Баранець лісовий, Gallinago megala
- Мородунка, Xenus cinereus
- Плавунець круглодзьобий, Phalaropus lobatus
- Плавунець плоскодзьобий, Phalaropus fulicarius (A)
- Набережник палеарктичний, Actitis hypoleucos
- Коловодник лісовий, Tringa ochropus
- Коловодник попелястий, Tringa brevipes
- Коловодник аляскинський, Tringa incana (A)
- Коловодник чорний, Tringa erythropus
- Коловодник великий, Tringa nebularia
- Коловодник охотський, Tringa guttifer (A)
- Коловодник жовтоногий, Tringa flavipes (A)
- Коловодник ставковий, Tringa stagnatilis
- Коловодник болотяний, Tringa glareola
- Коловодник звичайний, Tringa totanus

Родина: Триперсткові (Turnicidae)
- Триперстка африканська, Turnix sylvatica
- Триперстка жовтонога, Turnix tanki (A)
- Триперстка смугаста, Turnix suscitator

Родина: Дерихвостові (Glareolidae)
- Дерихвіст забайкальський, Glareola maldivarum

Родина: Поморникові (Stercorariidae)
- Поморник антарктичний, Stercorarius maccormicki (A)
- Поморник середній, Stercorarius pomarinus (A)
- Поморник короткохвостий, Stercorarius parasiticus (A)
- Поморник довгохвостий, Stercorarius longicaudus (A)

Родина: Алькові (Alcidae)
- Кайра тонкодзьоба, Uria aalge (A)
- Моржик чорногорлий, Synthliboramphus antiquus (A)
- Моржик чубатий, Synthliboramphus wumizusume (A)

Родина: Мартинові (Laridae)
- Мартин трипалий, Rissa tridactyla
- Мартин вилохвостий, Xema sabini (A)
- Мартин китайський, Saundersilarus saundersi
- Мартин тонкодзьобий, Chroicocephalus genei (A)
- Мартин австралійський, Chroicocephalus novaehollandiae (A)
- Мартин звичайний, Chroicocephalus ridibundus
- Мартин буроголовий, Chroicocephalus brunnicephalus (A)
- Мартин малий, Hydrocoloeus minutus (A)
- Мартин рожевий, Rhodostethia rosea (A)
- Leucophaeus atricilla (A)
- Мартин ставковий, Leucophaeus pipixcan (A)
- Мартин реліктовий, Ichthyaetus relictus (A)
- Мартин каспійський, Ichthyaetus ichthyaetus (A)
- Мартин чорнохвостий, Larus crassirostris
- Мартин сизий, Larus canus
- Мартин сріблястий, Larus argentatus
- Мартин жовтоногий, Larus cachinnans (A)
- Мартин чорнокрилий, Larus fuscus (A)
- Мартин охотський, Larus schistisagus (A)
- Мартин полярний, Larus hyperboreus
- Крячок бурий, Anous stolidus
- Крячок атоловий, Anous minutus (A)
- Крячок строкатий, Onychoprion fuscatus
- Крячок бурокрилий, Onychoprion anaethetus
- Крячок камчатський, Onychoprion aleuticus
- Крячок малий, Sternula albifrons
- Крячок чорнодзьобий, Gelochelidon nilotica
- Крячок каспійський, Hydroprogne caspia
- Крячок чорний, Chlidonias niger
- Крячок білокрилий, Chlidonias leucopterus
- Крячок білощокий, Chlidonias hybrida
- Крячок рожевий, Sterna dougallii
- Крячок індонезійський, Sterna sumatrana
- Крячок річковий, Sterna hirundo
- Крячок жовтодзьобий, Thalasseus bergii
- Крячок рябодзьобий, Thalasseus sandvicensis (A)
- Крячок бенгальський, Thalasseus bengalensis (A)
- Крячок китайський, Thalasseus bernsteini

## Фаетоноподібні(Phaethontiformes)
Родина: Фаетонові (Phaethontidae)
- Фаетон білохвостий, Phaethon lepturus (A)
- Фаетон червонодзьобий, Phaethon aethereus (A)
- Фаетон червонохвостий, Phaethon rubricauda (A)

## Гагароподібні(Gaviiformes)
Родина: Гагарові (Gaviidae)
- Гагара червоношия, Gavia stellata (A)
- Гагара чорношия, Gavia arctica (A)
- Гагара білошия, Gavia pacifica
- Гагара білодзьоба, Gavia adamsii (A)

## Буревісникоподібні(Procellariiformes)
Родина: Альбатросові (Diomedeidae)
- Альбатрос гавайський, Phoebastria immutabilis (A)
- Альбатрос чорноногий, Phoebastria nigripes
- Альбатрос жовтоголовий, Phoebastria albatrus

Родина: Качуркові (Hydrobatidae)
- Качурка північна, Hydrobates leucorhous (A)
- Качурка вилохвоста, Hydrobates monorhis
- Качурка гавайська, Hydrobates tristrami (A)

Родина: Буревісникові (Procellariidae)
- Буревісник кочівний, Fulmarus glacialis (A)
- Тайфунник бонінський, Pterodroma hypoleuca
- Бульверія тонкодзьоба, Bulweria bulwerii (A)
- Тайфунник таїтійський, Pseudobulweria rostrata (A)
- Буревісник тихоокеанський, Calonectris leucomelas
- Буревісник світлоногий, Ardenna carneipes
- Буревісник клинохвостий, Ardenna pacifica
- Буревісник сивий, Ardenna grisea
- Буревісник тонкодзьобий, Ardenna tenuirostris

## Лелекоподібні(Ciconiiformes)
Родина: Лелекові (Ciconiidae)
- Лелека чорний, Ciconia nigra
- Лелека білий, Ciconia ciconia
- Лелека далекосхідний, Ciconia boyciana

## Сулоподібні(Suliformes)
Родина: Фрегатові (Fregatidae)
- Фрегат-арієль, Fregata ariel (A)
- Фрегат малазійський, Fregata andrewsi (A)
- Фрегат тихоокеанський, Fregata minor (A)

Родина: Сулові (Sulidae)
- Сула жовтодзьоба, Sula dactylatra (A)
- Сула білочерева, Sula leucogaster
- Сула червононога, Sula sula (A)

Родина: Бакланові (Phalacrocoracidae)
- Баклан берингійський, Urile pelagicus (A)
- Баклан великий, Phalacrocorax carbo
- Баклан японський, Phalacrocorax capillatus

## Пеліканоподібні(Pelecaniformes)
Родина: Пеліканові (Pelecanidae)
- Пелікан кучерявий, Pelecanus crispus (A)

Родина: Чаплеві (Ardeidae)
- Бугай водяний, Botaurus stellaris
- Бугайчик китайський, Ixobrychus sinensis
- Бугайчик амурський, Ixobrychus eurhythmus (A)
- Бугайчик рудий, Ixobrychus cinnamomeus
- Бугайчик чорний, Ixobrychus flavicollis
- Чапля сіра, Ardea cinerea
- Чапля руда, Ardea purpurea
- Чепура велика, Ardea alba
- Чепура середня, Ardea intermedia
- Чепура австралійська, Egretta novaehollandiae
- Чепура жовтодзьоба, Egretta eulophotes
- Чепура мала, Egretta garzetta
- Чепура тихоокеанська, Egretta sacra
- Чепура строката, Egretta picata (A)
- Чапля єгипетська, Bubulcus ibis
- Чапля індійська, Ardeola grayii (A)
- Чапля китайська, Ardeola bacchus (A)
- Чапля яванська, Ardeola speciosa (A)
- Чапля мангрова, Butorides striata
- Квак звичайний, Nycticorax nycticorax
- Квак каледонський, Nycticorax caledonicus (A)
- Квак японський, Gorsachius goisagi
- Квак малайський, Gorsachius melanolophus

Родина: Ібісові (Threskiornithidae)
- Коровайка бура, Plegadis falcinellus (A)
- Ібіс священний, Threskiornis aethiopicus (I)
- Ібіс сивоперий, Threskiornis melanocephalus
- Ібіс червононогий, Nipponia nippon (A) (знищений)
- Косар білий, Platalea leucorodia (A)
- Косар малий, Platalea minor

## Яструбоподібні(Accipitriformes)
Родина: Скопові (Pandionidae)
- Скопа, Pandion haliaetus

Родина: Яструбові (Accipitridae)
- Шуліка чорноплечий, Elanus caeruleus
- Осоїд чубатий, Pernis ptilorhynchus
- Шуляк чорний, Aviceda leuphotes (A)
- Гриф чорний, Aegypius monachus (A)
- Змієїд чубатий, Spilornis cheela
- Орел-чубань гірський, Nisaetus nipalensis
- Орел чорний, Ictinaetus malaiensis
- Підорлик великий, Clanga clanga
- Орел-карлик, Hieraaetus pennatus (A)
- Могильник східний, Aquila heliaca (A)
- Орел-карлик яструбиний, Aquila fasciata (A)
- Канюк яструбиний, Butastur indicus
- Лунь очеретяний, Circus aeruginosus (A)
- Circus spilonotus
- Лунь польовий, Circus cyaneus
- Circus melanoleucos (A)
- Яструб чубатий, Accipiter trivirgatus
- Яструб китайський, Accipiter soloensis
- Яструб японський, Accipiter gularis
- Яструб яванський, Accipiter virgatus
- Яструб малий, Accipiter nisus
- Яструб великий, Accipiter gentilis
- Шуліка чорний, Milvus migrans
- Шуліка королівський, Haliastur indus (A)
- Орлан-білохвіст, Haliaeetus albicilla
- Орлан білочеревий, Haliaeetus leucogaster
- Зимняк, Buteo lagopus
- Buteo japonicus
- Канюк монгольський, Buteo hemilasius (A)

## Совоподібні(Strigiformes)
Родина: Сипухові (Tytonidae)
- Сипуха східна, Tyto longimembris

Родина: Совові (Strigidae)
- Сплюшка гірська, Otus spilocephalus
- Сплюшка бангладеська, Otus lettia
- Сплюшка ріукійська, Otus elegans
- Сплюшка східноазійська, Otus sunia
- Пугач-рибоїд рудий, Ketupa flavipes
- Сичик-горобець малий, Taenioptynx brodiei
- Сич хатній, Athene noctua (A)
- Сова бура, Strix leptogrammica
- Сова гімалайська, Strix nivicolum
- Сова вухата, Asio otus
- Сова болотяна, Asio flammeus
- Сова-голконіг японська, Ninox japonica

## Bucerotiformes
Родина: Одудові (Upupidae)
- Одуд, Upupa epops

## Сиворакшоподібні(Coraciiformes)
Родина: Рибалочкові (Alcedinidae)
- Рибалочка блакитний, Alcedo atthis
- Рибалочка-крихітка трипалий, Ceyx erithaca (A)
- Ceyx rufidorsa (A)
- Альціон вогнистий, Halcyon coromanda
- Альціон білогрудий, Halcyon smyrnensis
- Альціон чорноголовий, Halcyon pileata (A)
- Альціон білошиїй, Todiamphus chloris (A)
- Рибалочка строкатий, Ceryle rudis

Родина: Бджолоїдкові (Meropidae)
- Бджолоїдка зелена, Merops persicus (A)
- Бджолоїдка синьохвоста, Merops philippinus
- Бджолоїдка райдужна, Merops ornatus (A)

Родина: Сиворакшові (Coraciidae)
- Широкорот східний, Eurystomus orientalis

## Дятлоподібні(Piciformes)
Родина: Бородастикові (Megalaimidae)
- Psilopogon nuchalis (E)

Родина: Дятлові (Picidae)
- Крутиголовка звичайна, Jynx torquilla (A)
- Дятел сіролобий, Yungipicus canicapillus
- Дятел білоспинний, Dendrocopos leucotos
- Жовна сива, Picus canus

## Соколоподібні(Falconiformes)
Родина: Соколові (Falconidae)
- Боривітер звичайний, Falco tinnunculus
- Кібчик амурський, Falco amurensis (A)
- Підсоколик малий, Falco columbarius
- Підсоколик великий, Falco subbuteo
- Сапсан, Falco peregrinus

## Горобцеподібні(Passeriformes)
Родина: Пітові (Pittidae)
- Піта синьокрила, Pitta moluccensis (A)
- Піта китайська, Pitta nympha
- Піта чорноголова, Pitta sordida (A)

Родина: Личинкоїдові (Campephagidae)
- Личинкоїд сірощокий, Pericrocotus solaris
- Личинкоїд китайський, Pericrocotus ethologus (A)
- Личинкоїд пломенистий, Pericrocotus speciosus (A)
- Личинкоїд острівний, Pericrocotus tegimae (A)
- Личинкоїд сірий, Pericrocotus divaricatus
- Личинкоїд бурий, Pericrocotus cantonensis (A)
- Личинкоїд рожевий, Pericrocotus roseus (A)
- Шикачик великий, Coracina macei
- Оругеро широкобровий, Lalage nigra (A)
- Шикачик чорнокрилий, Lalage melaschistos

Родина: Віреонові (Vireonidae)
- Югина зеленоспинна, Erpornis zantholeuca

Родина: Вивільгові (Oriolidae)
- Вивільга чорноголова, Oriolus chinensis
- Вивільга червона, Oriolus traillii

Родина: Вангові (Vangidae)
- Ванговець великий, Tephrodornis virgatus

Родина: Віялохвісткові (Rhipiduridae)
- Віялохвістка філіппінська, Rhipidura nigritorquis (A)

Родина: Дронгові (Dicruridae)
- Дронго чорний, Dicrurus macrocercus
- Дронго сірий, Dicrurus leucophaeus
- Дронго великодзьобий, Dicrurus annectens
- Дронго бронзовий, Dicrurus aeneus
- Дронго лірохвостий, Dicrurus hottentottus

Родина: Монархові (Monarchidae)
- Монаршик гіацинтовий, Hypothymis azurea
- Монарх-довгохвіст чорний, Terpsiphone atrocaudata
- Монарх-довгохвіст амурський, Terpsiphone incei (A)

Родина: Сорокопудові (Laniidae)
- Сорокопуд тигровий, Lanius tigrinus (A)
- Сорокопуд японський, Lanius bucephalus
- Сорокопуд терновий, Lanius collurio (A)
- Сорокопуд рудохвостий, Lanius isabellinus (A)
- Сорокопуд сибірський, Lanius cristatus
- Сорокопуд бірманський, Lanius collurioides (A)
- Сорокопуд довгохвостий, Lanius schach
- Сорокопуд сірий, Lanius excubitor (A)
- Сорокопуд клинохвостий, Lanius sphenocercus

Родина: Воронові (Corvidae)
- Сойка звичайна, Garrulus glandarius
- Сорока блакитна, Cyanopica cyanus (I)
- Кіта тайваньська, Urocissa caerulea (E)
- Вагабунда сіровола, Dendrocitta formosae
- Сорока усурійська, Pica serica
- Горіхівка крапчаста, Nucifraga caryocatactes
- Галка даурська, Corvus dauuricus (A)
- Ворона індійська, Corvus splendens (A)
- Грак, Corvus frugilegus
- Ворона чорна, Corvus corone (A)
- Ворона великодзьоба, Corvus macrorhynchos
- Ворона гайнанська, Corvus torquatus (A)

Родина: Stenostiridae
- Канарниця сіроголова, Culicicapa ceylonensis (A)

Родина: Синицеві (Paridae)
- Синиця чорна, Periparus ater
- Синиця жовточерева, Pardaliparus venustulus (A)
- Гаїчка тайванська, Sittiparus castaneoventris (E)
- Гаїчка японська, Sittiparus varius (A)
- Синиця зеленоспинна, Parus monticolus
- Синиця далекосхідна, Parus minor
- Синиця тайванська, Machlolophus holsti (E)

Родина: Ремезові (Remizidae)
- Ремез китайський, Remiz consobrinus

Родина: Жайворонкові (Alaudidae)
- Calandrella dukhunensis (A)
- Жайворонок солончаковий, Alaudala cheleensis (A)
- Жайворонок польовий, Alauda arvensis (A)
- Жайворонок індійський, Alauda gulgula

Родина: Тамікові (Cisticolidae)
- Prinia striata
- Принія жовточерева, Prinia flaviventris
- Принія вохристобока, Prinia inornata
- Таміка віялохвоста, Cisticola juncidis
- Таміка золотоголова, Cisticola exilis

Родина: Очеретянкові (Acrocephalidae)
- Очеретянка товстодзьоба, Arundinax aedon (A)
- Берестянка мала, Iduna caligata (A)
- Очеретянка чорноброва, Acrocephalus bistrigiceps
- Очеретянка соргова, Acrocephalus sorghophilus (A)
- Очеретянка індійська, Acrocephalus agricola (A)
- Очеретянка маньчжурська, Acrocephalus tangorum (A)
- Очеретянка садова, Acrocephalus dumetorum (A)
- Очеретянка східна, Acrocephalus orientalis

Родина: Кобилочкові (Locustellidae)
- Кобилочка тайгова, Helopsaltes fasciolatus (A)
- Кобилочка сахалінська, Helopsaltes amnicola
- Кобилочка співоча, Helopsaltes certhiola
- Кобилочка охотська, Helopsaltes ochotensis (A)
- Кобилочка японська, Helopsaltes pleskei (A)
- Кобилочка плямиста, Locustella lanceolata
- Куцокрил тайванський, Locustella alishanensis (E)
- Куцокрил іржастий, Locustella mandelli (A)

Родина: Pnoepygidae
- Тимелія-куцохвіст тайванська, Pnoepyga formosana (E)

Родина: Ластівкові (Hirundinidae)
- Ластівка сіровола, Riparia chinensis
- Ластівка берегова, Riparia riparia
- Ластівка бліда, Riparia diluta (A)
- Ластівка сільська, Hirundo rustica
- Ластівка південноазійська, Hirundo tahitica
- Ластівка даурська, Cecropis daurica
- Ластівка синьоголова, Cecropis striolata
- Ластівка міська, Delichon urbicum (A)
- Ластівка азійська, Delichon dasypus

Родина: Бюльбюлеві (Pycnonotidae)
- Бюльбюль-товстодзьоб китайський, Spizixos semitorques
- Бюльбюль тайванський, Pycnonotus taivanus (E)
- Бюльбюль китайський, Pycnonotus sinensis
- Бюльбюль індокитайський, Pycnonotus aurigaster (A)
- Горована гімалайська, Hypsipetes leucocephalus
- Оливник короткопалий, Hypsipetes amaurotis
- Оливник каштановий, Hemixos castanonotus (A)

Родина: Вівчарикові (Phylloscopidae)
- Вівчарик жовтобровий, Phylloscopus sibilatrix (A)
- Вівчарик лісовий, Phylloscopus inornatus
- Вівчарик алтайський, Phylloscopus humei (A)
- Вівчарик юньнанський, Phylloscopus yunnanensis (A)
- Вівчарик золотомушковий, Phylloscopus proregulus
- Вівчарик товстодзьобий, Phylloscopus schwarzi (A)
- Вівчарик монгольський, Phylloscopus armandii (A)
- Вівчарик гімалайський, Phylloscopus affinis (A)
- Вівчарик бурий, Phylloscopus fuscatus
- Вівчарик китайський, Phylloscopus subaffinis (A)
- Вівчарик весняний, Phylloscopus trochilus (A)
- Вівчарик світлокрилий, Phylloscopus sindianus (A)
- Вівчарик-ковалик, Phylloscopus collybita (A)
- Вівчарик оливковий, Phylloscopus coronatus (A)
- Вівчарик ізуйський, Phylloscopus ijimae (A)
- Скриточуб гімалайський, Phylloscopus intermedius (A)
- Скриточуб китайський, Phylloscopus valentini (A)
- Скриточуб фуджіянський, Phylloscopus soror (A)
- Вівчарик зелений, Phylloscopus trochiloides(A)
- Вівчарик амурський, Phyloscopus plumbeitarsus (A)
- Вівчарик світлоногий, Phylloscopus tenellipes
- Вівчарик сахалінський, Phylloscopus borealoides (A)
- Вівчарик японський, Phylloscopus xanthodryas
- Вівчарик шелюговий, Phylloscopus borealis
- Вівчарик камчатський, Phylloscopus examinandus (A)
- Скриточуб іржастоголовий, Phylloscopus castaniceps (A)
- Вівчарик в'єтнамський, Phylloscopus ricketti (A)
- Вівчарик рододендровий, Phylloscopus reguloides (A)
- Вівчарик широкобровий, Phylloscopus claudiae (A)
- Вівчарик низинний, Phylloscopus goodsoni (A)
- Вівчарик світлохвостий, Phylloscopus ogilviegranti

Родина: Cettiidae
- Очеретянка-куцохвіст далекосхідна, Urosphena squameiceps
- Війчик рудощокий, Abroscopus albogularis
- Очеретянка китайська, Horornis diphone
- Horornis borealis
- Очеретянка вохриста, Horornis fortipes
- Очеретянка бамбукова, Horornis acanthizoides

Родина: Ополовникові (Aegithalidae)
- Ополовник рудоголовий, Aegithalos concinnus

Родина: Кропив'янкові (Sylviidae)
- Кропив'янка пустельна, Curruca nana (A)
- Кропив'янка прудка, Curruca curruca (A)

Родина: Тимелієві (Timaliidae)
- Фульвета тайванська, Fulvetta formosana (E)
- Сутора бура, Sinosuthura webbiana
- Сутора золотиста, Suthora verreauxi

Родина: Окулярникові (Zosteropidae)
- Стафіда західна, Staphida torqueola (A)
- Югина тайванська, Yuhina brunneiceps (E)
- Окулярник буробокий, Zosterops erythropleurus (A)
- Окулярник японський, Zosterops japonicus
- Окулярник китайський, Zosterops simplex
- Окулярник низинний, Zosterops meyeni

Родина: Тимелієві (Timaliidae)
- Тимелія-темнодзьоб рудоголова, Cyanoderma ruficeps
- Тимелія-криводзьоб тайванська, Pomatorhinus musicus (E)
- Тимелія-криводзьоб чорновуса, Erythrogenys erythrocnemis (E)

Родина: Pellorneidae
- Альципа рудоголова, Schoeniparus brunneus

Родина: Alcippeidae
- Альципа сірощока, Alcippe morrisonia (E)

Родина: Leiothrichidae
- Чагарниця маскова, Pterorhinus perspicillatus (A)
- Гуамея світлоока, Garrulax canorus (I)
- Гуамея тайванська, Garrulax taewanus (E)
- Чагарниця вохристобока, Pterorhinus ruficeps (E)
- Тимельовець китайський, Pterorhinus chinensis (I)
- Тимельовець рудий, Pterorhinus poecilorhynchus (E)
- Чагарниця біловуса, Trochalopteron morrisonianum (E)
- Джоя тайванська, Heterophasia auricularis (E)
- Мінла тайванська, Liocichla steerii (E)
- Сибія тайванська, Actinodura morrisoniana (E)

Родина: Золотомушкові (Regulidae)
- Золотомушка жовточуба, Regulus regulus (A)
- Золотомушка тайванська, Regulus goodfellowi (E)

Родина: Повзикові (Sittidae)
- Повзик звичайний, Sitta europaea

Родина: Воловоочкові (Troglodytidae)
- Волове очко, Troglodytes troglodytes

Родина: Пронуркові (Cinclidae)
- Пронурок бурий, Cinclus pallasii

Родина: Шпакові (Sturnidae)
- Шпак-малюк філіпінський, Aplonis panayensis (I)
- Шпак звичайний, Sturnus vulgaris
- Шпак рожевий, Pastor roseus (A)
- Шпак даурський, Agropsar sturninus
- Шпак японський, Agropsar philippensis
- Шпак чорношиїй, Gracupica nigricollis
- Шпачок китайський, Sturnia sinensis
- Шпачок сіроголовий, Sturnia malabarica (I)
- Шпак червонодзьобий, Spodiopsar sericeus
- Шпак сірий, Spodiopsar cineraceus
- Майна індійська, Acridotheres tristis (I)
- Майна джунглева, Acridotheres fuscus (I)
- Майна яванська, Acridotheres javanicus (I)
- Майна чубата, Acridotheres cristatellus

Родина: Дроздові (Turdidae)
- Квічаль тайговий, Zoothera aurea
- Квічаль сибірський, Geokichla sibirica
- Квічаль вогнистоголовий, Geokichla citrina (A)
- Дрізд китайський, Turdus mupinensis (A)
- Дрізд мандаринський, Turdus mandarinus
- Дрізд тайванський, Turdus niveiceps (E)
- Дрізд білочеревий, Turdus cardis
- Дрізд сизий, Turdus hortulorum
- Дрізд вузькобровий, Turdus obscurus
- Дрізд золотистий, Turdus chrysolaus
- Дрізд блідий, Turdus pallidus
- Дрізд рудоволий, Turdus ruficollis (A)
- Дрізд темний, Turdus eunomus
- Дрізд Наумана, Turdus naumanni

Родина: Мухоловкові (Muscicapidae)
- Мухоловка далекосхідна, Muscicapa griseisticta
- Мухоловка сибірська, Muscicapa sibirica
- Мухоловка руда, Muscicapa ferruginea
- Мухоловка бура, Muscicapa dauurica
- Мухоловка бамбукова, Muscicapa muttui (A)
- Мухоловка сіра, Muscicapa striata (A)
- Шама індійська, Copsychus saularis
- Шама білогуза, Copsychus malabaricus (I)
- Нільтава темновола, Cyornis hainanus (A)
- Нільтава китайська, Cyornis glaucicomans (A)
- Джунглівниця північна, Cyornis brunneatus (A)
- Нільтава чорногорла, Niltava davidi (A)
- Нільтава рудочерева, Niltava sundara (A)
- Нільтава вогниста, Niltava vivida
- Мухоловка синя, Cyanoptila cyanomelana
- Мухоловка маньчжурська, Cyanoptila cumatilis
- Мухоловка бірюзова, Eumyias thalassinus (A)
- Алікорто малий, Brachypteryx leucophris (A)
- Алікорто тайванський, Brachypteryx goodfellowi (E)
- Соловейко-свистун, Larvivora sibilans (A)
- Соловейко японський, Larvivora akahige (A)
- Соловейко чорногорлий, Larvivora komadori (A)
- Соловейко синій, Larvivora cyane
- Синьошийка, Luscinia svecica (A)
- Аренга тайванська, Myophonus insularis (E)
- Аренга велика, Myophonus caeruleus
- Вилохвістка гірська, Enicurus scouleri
- Соловейко червоногорлий, Calliope calliope
- Підпаленик білохвостий, Myiomela leucura
- Синьохвіст тайговий, Tarsiger cyanurus
- Синьохвіст білобровий, Tarsiger indicus
- Синьохвіст тайванський, Tarsiger johnstoniae (E)
- Мухоловка даурська, Ficedula zanthopygia
- Мухоловка жовтоспинна, Ficedula narcissina (A)
- Ficedula owstoni
- Мухоловка тайгова, Ficedula mugimaki (A)
- Мухоловка соснова, Ficedula erithacus (A)
- Мухоловка білоброва, Ficedula hyperythra
- Мухоловка північна, Ficedula albicilla
- Мухоловка мала, Ficedula parva (A)
- Горихвістка синьолоба, Phoenicurus frontalis (A)
- Горихвістка сиза, Phoenicurus fuliginosus
- Горихвістка водяна, Phoenicurus leucocephalus (A)
- Горихвістка чорна, Phoenicurus ochruros
- Горихвістка сибірська, Phoenicurus auroreus
- Скеляр білогорлий, Monticola gularis (A)
- Скеляр синій, Monticola solitarius
- Saxicola maurus
- Saxicola stejnegeri
- Трав'янка чорна, Saxicola caprata (A)
- Трав'янка сіра, Saxicola ferreus (A)
- Кам'янка звичайна, Oenanthe oenanthe (A)
- Кам'янка попеляста, Oenanthe isabellina (A)
- Кам'янка пустельна, Oenanthe deserti (A)
- Кам'янка лиса, Oenanthe pleschanka (A)

Родина: Омелюхові (Bombycillidae)
- Омелюх звичайний, Bombycilla garrulus
- Омелюх східноазійський, Bombycilla japonica

Родина: Квіткоїдові (Dicaeidae)
- Квіткоїд індокитайський, Dicaeum minullum
- Квіткоїд червоноволий, Dicaeum ignipectus

Родина: Нектаркові (Nectariniidae)
- Маріка жовточерева, Cinnyris jugularis (A)
- Сіпарая жовточерева, Aethopyga gouldiae (A)
- Сіпарая хайнанська, Aethopyga christinae

Родина: Зеленчикові (Chloropseidae)
- Зеленчик золоточеревий, Chloropsis hardwickii (A)

Родина: Астрильдові (Estrildidae)
- Астрильд золотощокий, Estrilda melpoda (I)
- Сріблодзьоб індійський, Euodice malabarica (I)
- Мунія гострохвоста, Lonchura striata
- Мунія іржаста, Lonchura punctulata
- Мунія чорноголова, Lonchura atricapilla (I)

Родина: Тинівкові (Prunellidae)
- Тинівка альпійська, Prunella collaris
- Тинівка сибірська, Prunella montanella (A)

Родина: Горобцеві (Passeridae)
- Горобець хатній, Passer domesticus (A)
- Горобець рудий, Passer cinnamomeus
- Горобець польовий, Passer montanus

Родина: Плискові (Motacillidae)
- Плиска деревна, Dendronanthus indicus (A)
- Плиска гірська, Motacilla cinerea
- Плиска жовта, Motacilla flava
- Плиска аляскинська, Motacilla tschutschensis
- Плиска жовтоголова, Motacilla citreola
- Плиска японська, Motacilla grandis (A)
- Плиска біла, Motacilla alba
- Щеврик азійський, Anthus richardi
- Щеврик американський, Anthus rubescens (A)
- Щеврик забайкальський, Anthus godlewskii (A)
- Щеврик лучний, Anthus pratensis (A)
- Щеврик рожевий, Anthus roseatus (A)
- Щеврик лісовий, Anthus trivialis (A)
- Щеврик оливковий, Anthus hodgsoni
- Щеврик сибірський, Anthus gustavi
- Щеврик червоногрудий, Anthus cervinus
- Щеврик гірський, Anthus spinoletta (A)
- Щеврик іржастий, Anthus rufulus

Родина: В'юркові (Fringillidae)
- В'юрок, Fringilla montifringilla
- Костогриз звичайний, Coccothraustes coccothraustes
- Костар малий, Eophona migratoria
- Костар великий, Eophona personata (A)
- Чечевиця звичайна, Carpodacus erythrinus
- Чечевиця тайванська, Carpodacus formosanus (E)
- Чечевиця сибірська, Carpodacus roseus (A)
- Pyrrhula nipalensis
- Снігур тайванський, Pyrrhula owstoni (E)
- Снігур звичайний, Pyrrhula pyrrhula (A)
- Chloris sinica
- Коноплянка, Linaria cannabina (A)
- Чечітка звичайна, Acanthis flammea
- Шишкар ялиновий, Loxia curvirostra (A)
- Чиж лісовий, Spinus spinus

Родина: Calcariidae
- Подорожник лапландський, Calcarius lapponicus (A)
- Пуночка снігова, Plectrophenax nivalis (A)

Родина: Вівсянкові (Emberizidae)
- Вівсянка чубата, Emberiza lathami (A)
- Вівсянка чорноголова, Emberiza melanocephala (A)
- Вівсянка рудоголова, Emberiza bruniceps
- Вівсянка сіроголова, Emberiza fucata
- Вівсянка чорновуса, Emberiza cioides
- Вівсянка білоголова, Emberiza leucocephalos (A)
- Вівсянка садова, Emberiza hortulana (A)
- Вівсянка жовтогорла, Emberiza elegans
- Вівсянка рудошия, Emberiza yessoensis (A)
- Вівсянка полярна, Emberiza pallasi (A)
- Вівсянка очеретяна, Emberiza schoeniclus (A)
- Вівсянка лучна, Emberiza aureola
- Вівсянка-крихітка, Emberiza pusilla
- Вівсянка-ремез, Emberiza rustica
- Вівсянка японська, Emberiza sulphurata
- Вівсянка сибірська, Emberiza spodocephala
- Вівсянка руда, Emberiza rutila (A)
- Вівсянка жовтоброва, Emberiza chrysophrys
- Вівсянка тайгова, Emberiza tristrami
- Вівсянка сиза, Emberiza variabilis (A)

Родина: Passerellidae
- Вівсянка саванова, Passerculus sandwichensis (A)